# 벤사이드 AFC
벤사이드 AFC(Burnside Association Football Club)는 뉴질랜드 크라이스트처치의 벤사이드 교외에 연고를 둔 축구단이었다. 2011년에는 에이번 유나이티드와 합병하여 FC 트웬티 11을 새로 창단했다.
2007년에는 남섬에서 가장 큰 축구단이었다.

## 역사
1967년, 벤데일 유나이티드라는 이름으로 처음 창단 하였다. 이후 벤사이드 유나이티드로 변경된 다음 간단히 현재의 벤사이드 AFC로 변경되었다. 또한 당시 구단 운영진이 웨스트햄 유나이티드의 팬이였기 때문에 웨스트햄과 같은 색을 주로 구단에서 사용했다.
2004년, 2005년, 2006년 벤사이드는 '메인랜드 프리미어 쿠엘렝파일 리그'의 챔피언이었다.
2011년에 에이번 유나이티드와 합병하여 FC 트웬티 11을 새로 창단했다.